# Henk Voorn
Henk Voorn (* 29. September 1921 in Amsterdam; † 7. April 2008 in Arnhem) war ein niederländischer Papierhistoriker, Wasserzeichenforscher und Redakteur sowie einer der Gründer der International Association of Paper Historians (IPH).

## Leben
Nach der Sekundarschule arbeitete Voorn seit 1937 bei H. L. Schuurmans, einem Amsterdamer Importeur, der überseeische Erzeugnisse an niederländische Papiergroßhändler vermittelte. Hier wurde er mit dem Papierhandel und dessen Jargon vertraut. Nachdem 1942 der Papierimport fast vollständig zum Erliegen gekommen war, wechselte er in eine staatliche Stelle, die mit der Brennstoff- und Rohmaterialversorgung der einzelnen Papierfabriken und mit der Verteilung des erzeugten Papiers an Großhändler und Großverbrauchern befasst war. 1944 heiratete er Sija (Marja) Braaksma und ging in den Untergrund, denn seitens der Nazis drohte eine Deportation zur Zwangsarbeit im Deutschen Reich. Nach der Befreiung Hollands kehrte er in das Regierungsbüro zurück und verfasste einen unveröffentlichten Bericht Papier in den oorlog (Papier während des Kriegs) und begann, sich für die Geschichte der Papierindustrie zu interessieren.
1946 gründete er mit einem Kollegen aus der Regierungsabteilung unter dem Titel Papierwereld (Papierwelt) ein Handelsmagazin für die Papierindustrie, das er nach wenigen Jahren für 9000 Gulden erwarb und dank der Unterstützung vieler Werbekunden bis 1980 fortführen konnte. Dabei kam er in Kontakt mit Emile Joseph Labarre, der ihm Zugang zu dessen umfangreicher Privatbibliothek gewährte. Seit 1949 veröffentlichte er papiergeschichtliche Aufsätze, und von 1950 bis 1970 schrieb er regelmäßig für das von der Hercules Powder Co. veröffentlichte amerikanische Magazin The Paper Maker.
Als die Vereinigung der Niederländischen Papierfabrikanten 1954 eine Stiftung zur Untersuchung der Geschichte der niederländischen Papierindustrie einrichtete, wurde Voorn zu deren Direktor ernannt. Im Zentrum der Forschungen sollte zunächst die Geschichte der Zaanländer Windpapiermühlen stehen, dann die der Gelderschen Wassermühlen. Besondere Aufmerksamkeit galt der Erfindung des holländischen Mahlgeschirrs („Holländer“ bzw. Papierholländer). Der Amsterdamer Archivar Simon Hart machte ihn mit den Methoden archivalischer Quellenforschung und dem Lesen handschriftlicher Aufzeichnungen aus dem 17. Jahrhundert vertraut. So konnte auf Basis der eigenen Forschung das Werk De geschiedenis der Nederlandse papierindustrie entstehen, das in den Jahren 1960, 1973 und 1985 erschien und für die Forschung dauerhaft Bedeutung erlangen sollte.
1959 gehörte Henk Voorn zu den zwölf Gründern der International Association of Paper Historians (IPH). Auf dem dritten Kongress in Ambert wurde er 1963 als Präsident gewählt, ein Amt, das er bis 1974 versah.

## Sammlung
Angeregt durch Emile Joseph Labarre trug Voorn vornehmlich durch antiquarische Erwerbungen eine umfangreiche papiergeschichtliche Bibliothek zusammen. 1967 konnte er mit Unterstützung der niederländischen Papierindustrie die umfangreiche collectie Ulco Proost erwerben, wodurch u. a. Werke von Dard Hunter und Jacob Christian Schäffer in seinen Besitz gelangten.
1971 entschied sich die Königliche Bibliothek in Den Haag zum Ankauf der Sammlung und stellte Voorn als Kurator für die „Papierhistorische Collectie“ ein. Dieses Amt übte er bis zur Vollendung seines 65. Lebensjahrs aus. In diesen 15 Jahren gelangen ihm eine Reihe wichtiger, das Profil der Sammlungen stark prägender Erwerbungen. Zu nennen sind vornehmlich japanische Papiere aus dem frühen 19. Jahrhundert, die durch Jan Cock Blomhoff und Philipp Franz von Siebold aus Dejima in die Niederlande gelangt waren, der 1975 erfolgte Erwerb der Buntpapiersammlung des Amsterdamer Antiquars S. Emmering, schließlich zwei Jahre später der Ankauf der Buntpapiersammlung von Guido Dessauer, die von Albert Haemmerle betreut worden war.

## Schriften
- The Paper Mills of Denmark & Norway and their watermarks. Paper Publications Society, Hilversum 1959.
- De papiermolens in de provincie Noord-Holland (= De Geschiedenis der Nederlandse papierindustrie. 1). De Papierwereld, Haarlem 1960.
- Old Ream Wrappers. An essay on early ream wrappers of antiquarian interest. Bird & Bull Press, North Hills, Pa. 1969.
- De papiermolens in de provincie Zuid-Holland, alsmede in Zeeland, Utrecht, Noord-Brabant, Groningen, Friesland, Drenthe (= De Geschiedenis der Nederlandse papierindustrie. 2). Meijer, Wormerveer 1973.
- Papierfabricage in de eerste helft van de negentiende eeuw. Vereniging „Vrienden der Koninklijke Bibliotheek“, ’s-Gravenhage 1975.
- De papiermolens in de provincie Gelderland. Alsmede in Overijssel en Limburg (= De Geschiedenis der Nederlandse papierindustrie. 2). Vereniging van Nederlandse papier- en Kartonfabrieken, Haarlem 1985.

## Ehrungen
- 1974 Ehrenpräsident der International Association of Paper Historians (IPH)
- 1985 Ernennung zum Ritter des Orden von Oranien-Nassau
- 1986 Festschrift VOORNamelijk papier. en papieren spiegelbeeld van Henk Voorn bij zijn afscheid als conservator van de afdeling Papierhistorie van de Koninklijke Bibliotheek. Tevens catalogus bij de gelijknamige tentoonstelling, 2 october t/m 14 november 1986. Koninklijke Bibliotheek, (Koninklijke Bibliotheek: Tentoonstellingscatalogi en brochures van de Koninklijke Bibliotheek, 23) ’s-Gravenhage 1986.